# Nader Batmanghelidj
Nader Batmanghelidj (1904-1998) fue un oficial militar iraní que sirvió en varios puestos militares y gubernamentales. También se desempeñó como embajador del Irán Imperial en Pakistán e Irak.

## Temprana edad y educación
Batmanghelidj nació en 1904. Uno de sus hermanos, Haj Mehdi Batmanghelidj, era terrateniente.
Se graduó de la Academia Militar iraní y se unió al ejército iraní en la década de 1920. Asistió a cursos militares tanto en Alemania como en Checoslovaquia .

## Carrera profesional
Durante la invasión de Irán por los británicos en la Segunda Guerra Mundial, Batmanghelidj estaba sirviendo en el ejército como coronel y fue capturado y encarcelado por los británicos en 1941. Estuvo en prisión hasta el final de la guerra. Tras su liberación, Batmanghelidj fue nombrado general de brigada y participó en las fuerzas de liberación de Azerbaiyán contra la ocupación soviética.
Batmanghelidj fue nombrado jefe de la oficina militar de Shah Mohammad Reza Pahlavi . Fue nombrado jefe del programa atlético por el primer ministro Mohammad Mosaddegh . Era uno de los altos oficiales militares que estaban planeando un golpe contra el gobierno de Mosaddegh. Sin embargo, el 15 de agosto de 1953, Batmanghelidj fue arrestado y encarcelado cuando fracasó el golpe contra el gobierno de Mosaddegh.
Cuando Mossadegh fue derrocado, Batmanghelidj regresó al ejército y fue nombrado jefe de personal de las fuerzas armadas. Su mandato duró entre 1953 y 1955. Batmanghelidj se convirtió en el primer embajador iraní en Pakistán cuando fue designado para el cargo en 1955, cargo que ocupó hasta 1957. Su nombramiento fue posible gracias a su cercanía con el militar retirado, Fazlollah Zahedi, quien desempeñó un papel importante en el golpe de Estado contra Mohammad Mossadegh.
Luego, Batmanghelidj se desempeñó como embajador de Irán en Irak en el período 1957-1958. Fue nombrado ministro del interior del gabinete encabezado por el primer ministro Manouchehr Eghbal en 1958 y ocupó el cargo hasta 1959. Cuando estuvo en el cargo, desarrolló con éxito un plan de desarrollo rural. Batmanghelidj fue sucedido por Rahmat Allah Atabaki en el cargo, quien finalizó su proyecto de desarrollo rural. Batmanghelidj fue el presidente del grupo militar de la Organización Central del Tratado (CENTO) en la década de 1960. Su último puesto en el gobierno fue el de gobernador general de la provincia de Khorasan durante tres años en el período 1964-1967, y se jubiló en 1967.

## Vida personal y muerte.
Batmanghelidj era el propietario del Tehran International Hotel, que estableció en la década de 1940.  Fue arrestado después de la revolución de 1979 en Irán.  Estuvo preso durante tres años y se fue a los Estados Unidos cuando salió de prisión.  Allí se instaló primero en Herndon, Virginia, y luego en Washington D. C.. Se casó dos veces. Su primera esposa, Mahin Banu Mirfendereski, murió en 1974.  Luego se casó con Nayer Moluk Sadoughi.  Tuvo tres hijos de su primer matrimonio.
Batmanghelidj murió de insuficiencia renal en Estados Unidos, el 24 de abril de 1998.

## Honores
Batmanghelidj recibió la Orden de Sepah y la Legión al Mérito, ambas del Irán Imperial.